# Diócesis de Bismarck
La diócesis de Bismarck (en latín: Dioecesis Bismarckiensis y en inglés: Roman Catholic Diocese of Bismarck) es una circunscripción eclesiástica de la Iglesia católica en Estados Unidos. Se trata de una diócesis latina, sufragánea de la arquidiócesis de Saint Paul y Mineápolis. Desde el 19 de octubre de 2011 su obispo es David Dennis Kagan.

## Territorio y organización
La diócesis tiene 88 754 km² y extiende su jurisdicción sobre los fieles católicos de rito latino residentes en 23 condados del estado de Dakota del Norte: Adams, Billings, Bowman, Burke, Burleigh, Divide, Dunn, Emmons, Golden Valley, Grant, Hettinger, McKenzie, McLean, Mercer, Morton, Mountrail, Oliver, Renville, Sioux, Slope, Stark, Ward y Williams.
La sede de la diócesis se encuentra en la ciudad de Bismarck, en donde se halla la Catedral del Espíritu Santo.
En 2020 en la diócesis existían 97 parroquias.

## Historia
La diócesis fue erigida el 31 de diciembre de 1909, obteniendo el territorio de la diócesis de Fargo.
El 13 de enero de 2018, en virtud del decreto Quo aptius de la Congregación para los Obispos, adquirió la parroquia de Lansford, que pertenecía a la diócesis de Fargo.

## Estadísticas
Según el Anuario Pontificio 2021 la diócesis tenía a fines de 2020 un total de 60 192 fieles bautizados.
| Año                                                                             | Población            | Población | Población      | Sacerdotes | Sacerdotes    | Sacerdotes    | Bautizados por sacerdote | Diáconos permanentes | Religiosos | Religiosos | Parroquias |
| Año                                                                             | Bautizados católicos | Total     | % de católicos | Total      | Clero secular | Clero regular | Bautizados por sacerdote | Diáconos permanentes | Varones    | Mujeres    | Parroquias |
| ------------------------------------------------------------------------------- | -------------------- | --------- | -------------- | ---------- | ------------- | ------------- | ------------------------ | -------------------- | ---------- | ---------- | ---------- |
| 1950                                                                            | 50 321               | 233 062   | 21.6           | 163        | 81            | 82            | 308                      |                      | 56         | 213        | 144        |
| 1959                                                                            | 62 972               | 243 794   | 25.8           | 155        | 93            | 62            | 406                      |                      | 71         | 248        | 136        |
| 1966                                                                            | 75 838               | 245 698   | 30.9           | 166        | 102           | 64            | 456                      |                      | 77         | 290        | 132        |
| 1970                                                                            | 74 404               | 245 698   | 30.3           | 152        | 92            | 60            | 489                      |                      | 79         | 420        | 87         |
| 1976                                                                            | 73 744               | 244 777   | 30.1           | 129        | 79            | 50            | 571                      |                      | 81         | 346        | 77         |
| 1980                                                                            | 76 817               | 249 000   | 30.9           | 137        | 75            | 62            | 560                      |                      | 87         | 298        | 73         |
| 1990                                                                            | 71 328               | 273 278   | 26.1           | 118        | 78            | 40            | 604                      | 40                   | 64         | 203        | 69         |
| 1999                                                                            | 66 763               | 253 552   | 26.3           | 95         | 67            | 28            | 702                      | 56                   | 21         | 153        | 62         |
| 2000                                                                            | 67 559               | 253 552   | 26.6           | 95         | 66            | 29            | 711                      | 59                   | 50         | 149        | 100        |
| 2001                                                                            | 68 484               | 254 426   | 26.9           | 97         | 70            | 27            | 706                      | 59                   | 53         | 142        | 100        |
| 2002                                                                            | 67 416               | 254 426   | 26.5           | 96         | 69            | 27            | 702                      | 63                   | 51         | 140        | 100        |
| 2003                                                                            | 61 378               | 254 426   | 24.1           | 98         | 70            | 28            | 626                      | 66                   | 56         | 138        | 100        |
| 2004                                                                            | 64 245               | 259 479   | 24.8           | 96         | 68            | 28            | 669                      | 68                   | 54         | 129        | 100        |
| 2006                                                                            | 62 898               | 261 000   | 24.1           | 97         | 70            | 27            | 648                      | 72                   | 50         | 122        | 62         |
| 2010                                                                            | 65 284               | 270 000   | 24.2           | 98         | 66            | 32            | 666                      | 77                   | 52         | 95         | 99         |
| 2012                                                                            | 66 200               | 274 100   | 24.2           | 95         | 73            | 22            | 696                      | 79                   | 42         | 78         | 98         |
| 2015                                                                            | 59 130               | 315 292   | 18.8           | 92         | 69            | 23            | 642                      | 81                   | 41         | 86         | 98         |
| 2018                                                                            | 60 342               | 337 606   | 17.9           | 83         | 64            | 19            | 727                      | 78                   | 38         | 75         | 97         |
| 2020                                                                            | 60 192               | 336 520   | 17.9           | 75         | 63            | 12            | 802                      | 84                   | 33         | 73         | 97         |
| Fuente: Catholic-Hierarchy, que a su vez toma los datos del Anuario Pontificio. |                      |           |                |            |               |               |                          |                      |            |            |            |

## Episcopologio
- John Baptist Vincent de Paul Wehrle, O.S.B. † (9 de abril de 1910-11 de diciembre de 1939 renunció[nota 1])
- Vincent James Ryan † (19 de marzo de 1940-10 de noviembre de 1951 falleció)
- Lambert Anthony Hoch † (23 de enero de 1952-27 de noviembre de 1956 nombrado obispo de Sioux Falls)
- Hilary Baumann Hacker † (29 de diciembre de 1956-28 de junio de 1982 renunció)
- John Francis Kinney † (28 de junio de 1982-9 de mayo de 1995 nombrado obispo de Saint Cloud)
- Paul Albert Zipfel † (31 de diciembre de 1996-19 de octubre de 2011 retirado)
- David Dennis Kagan, desde el 19 de octubre de 2011